# Thorictus escalerai
Thorictus escalerai là một loài bọ cánh cứng trong họ Dermestidae. Loài này được John miêu tả khoa học năm 1965.